# Брюккер, Леонид Эдуардович
Леонид Эдуардович Брюккер (5 марта 1912 — 7 июля 1999, Новосибирск) — советский и российский учёный в области авиастроения, профессор (1983), почётный авиастроитель

## Биография
Родился 5 марта 1912 года. Учился в Московском институте инженеров гражданского воздушного флота, который окончил в 1940 году. Ещё в студенческий период начал работать под управлением С. П. Королёва в Группе изучения реактивного движения (ГИРД). Окончив институт, стал конструктором КБ завода «Каучук», где занимался разработкой заградительных аэростатов, применявшихся в противовоздушной обороне Москвы.
С 1947 по 1985 год — сотрудник СибНИА, в этой организации занимал должности инженера (1947), ведущего инженера (1949), начальника отдела (1955), начальника сектора (1958).
С 1945 года начал совмещать научную работу с преподавательской: первое время вёл обучение в авиационном техникуме, позднее — в НЭТИ.
Создал ряд научных трудов на тему расчёта трёхслойных панелей, был одним из авторов руководства по расчёту трёхслойных панелей и оболочек. Написал свыше 40 научных статей.
Состоял в группе ветеранов ракетно-космической техники Национального объединения истории естествознания и техники РАН. Был почётным членом Академии космонавтики имени К. Э. Циолковского.
Умер 7 июля 1999 года в Новосибирске. Похоронен на Заельцовском кладбище (квартал 73).

## Некоторые работы
- Расчёт трёхслойных панелей (монография, в соавторстве);
- Руководство для конструкторов (в соавторстве)[1].

## Награды
Орден «Знак Почёта», знак «Отличник соцсоревнования МАЛ», знак имени К. Э. Циолковского, две медали имени С. П. Королёва, медаль имени Ю. А. Гагарина.